# Brotia costula
Brotia costula е вид охлюв от семейство Pachychilidae. Видът не е застрашен от изчезване.

## Разпространение и местообитание
Разпространен е във Виетнам, Индия (Аруначал Прадеш, Асам, Бихар, Западна Бенгалия, Мадхя Прадеш, Манипур, Мегхалая, Мизорам, Нагаланд и Утар Прадеш), Индонезия (Суматра), Камбоджа, Лаос, Малайзия (Западна Малайзия), Мианмар, Непал и Тайланд.
Обитава пясъчните дъна на сладководни басейни, реки и потоци.